# Ermengarda de Barcelona
Ermengarda de Barcelona (c. 980-1030) va ser una dona de la noblesa catalana, filla de Borrell II i Letgarda de Tolosa. Com a esposa del vescomte de Barcelona, Geribert de Barcelona, era vescomtessa consort de Barcelona.